# جيمس ألدريش
جيمس ألدريش (بالإنجليزية: James Aldrich)‏ هو محرر وتاجر وشاعر أمريكي، ولد في 14 يوليو 1810 في ماتيتوك في الولايات المتحدة، وتوفي في 9 سبتمبر 1856.